# Hybolasius crista
Hybolasius crista là một loài bọ cánh cứng trong họ Cerambycidae.